# شهرستان تگولدتسکی
شهرستان تگولدتسکی (به لاتین: Teguldetsky District) یک شهرستان در روسیه است که در استان تومسک واقع شده‌است.